# Isole italiane dell'Egeo
Le Isole italiane dell'Egeo (in greco Ιταλικά Νησιά του Αιγαίου?, Italiká Nīsiá tou Aigaíou; anche note come Dodecaneso italiano) furono un gruppo di isole greche situate di fronte alla costa turca e appartenute all'Italia dal 18 ottobre 1912 al 10 febbraio 1947, anche se l'effettivo controllo politico sull'arcipelago da parte dell'Italia cessò già il 16 novembre 1943, con la fine della battaglia di Lero e la sconfitta delle truppe italiane e britanniche.

## Storia

### La conquista
Il Dodecaneso, sottoposto al dominio dell'Impero ottomano, fu attaccato dall'Italia nel 1912. Durante la guerra italo-turca culminata nell'occupazione della Libia, l'Italia pensò di affrettare la fine della guerra occupando un gruppo di isole in prossimità del territorio metropolitano dello Stato nemico. Il 26 aprile venne conquistata Stampalia, il 12 maggio Scarpanto, Caso, Piscopi, Nisiro, Calino, Lero, Patmo, Coo, Simi e Calchi, il 4 maggio sbarcarono delle truppe anche a Rodi che venne completamente occupata il 16 maggio. Il 5 maggio 1912 si insediò il primo di una serie di comandanti del corpo di occupazione dell'Egeo, il generale Giovanni Ameglio.

### La colonia
Con la pace di Losanna del 18 ottobre 1912, l'Italia ottenne il riconoscimento dell'amministrazione civile sulla Libia in cambio del ritiro delle truppe dal Dodecaneso. Tale clausola non fu rispettata perché subordinata alla cessazione di atti di ostilità contro l'amministrazione italiana in Libia, apparentemente fomentati e appoggiati dalla Turchia; atti che non smisero di verificarsi dando così all'Italia la possibilità di mantenere l'occupazione delle dodici isole per tutto il periodo della prima guerra mondiale, combattuta nuovamente anche contro l'Impero ottomano. Il 29 luglio 1919 fu sottoscritto un accordo segreto dal ministro degli Esteri Tommaso Tittoni con il ministro greco Eleutherios Venizelos in cui l'Italia rinunciava alle isole del Dodecaneso salvo Rodi, in cambio dell'appoggio greco a un “mandato” italiano sull'Albania. Tale accordo, peraltro, fu denunciato dal successivo ministro degli esteri Carlo Sforza nel giugno 1920. La sconfitta dell'Impero ottomano portò nel frattempo al trattato di Sèvres del 10 agosto 1920, che confermò all'Italia il possesso su tutto il Dodecaneso con l'inclusione dell'isola di Castelrosso. Il savonese Mario Lago si insediò come primo governatore civile il 16 novembre 1922.
Dopo la costituzione della Repubblica turca, il trattato di Sèvres fu annullato, e con il trattato di Losanna del 1923 Kemal Atatürk e la comunità internazionale riconobbero per la prima volta all'Italia la sovranità a titolo definitivo sul Dodecaneso e sulla Libia. Dal 1926 le isole vennero trasformate in "Governo delle Isole italiane dell'Egeo". Tra il 19 e il 24 maggio 1929 alcune isole furono visitate dal re Vittorio Emanuele III.
Il 28 marzo 1928 in forza della bolla Pastoris aeterni di papa Pio XI fu ripristinata l'arcidiocesi di Rodi, che dal 1930 coincideva coi territori dei possedimenti italiani, a seguito della assegnazione di Stampalia, Patmo e Lisso. Fu amministrata da arcivescovi italiani dell'ordine dei frati minori fino al 1970. Nell'ottobre 1951 l'arcivescovo Acciari fu richiamato in Italia alla fine del processo di decolonizzazione.
Fu organizzata l'amministrazione civile delle isole con elezioni svoltesi nel 1928, 1930, 1932 e 1934. Nel 1937 i sindaci vennero sostituiti dal podestà di nomina governativa.

### La presenza italiana
Le tracce della presenza italiana rimane visibile nei seguenti edifici:
- l'ex Grande Albergo delle Rose (oggi Casinò Rodos), costruito da Florestano Di Fausto e Michele Platania tra il 1925 e il 1927, che unisce elementi dell'architettura islamica, bizantina, veneta ed elementi gotici decò;
- l'ex Casa del Fascio di Rodi, realizzata tra il 1936 e il 1939, ora sede del municipio;
- l'Acquario/Stazione idrobiologica di Rodi, su disegno di Armando Bernabiti, completato nel 1935;
- l'ex Casa del Fascio di Coo, con annesso cinematografo e dopolavoro, di Armando Bernabiti, realizzata tra il 1934 e il 1935;
- il Mercato delle Erbe di Coo, di Rodolfo Petracco, realizzato tra il 1934 e il 1935, ancora adibito allo stesso uso;
- il Palazzo del Governo di Coo, di Florestano Di Fausto, realizzato tra il 1927 e il 1929;
- l'ex chiesa cattolica di San Giovanni, costruita tra il 1924 e il 1925 da Rodolfo Petracco, che ricostruisce la chiesa di San Giovanni di Collachio dei Cavalieri di San Giovanni, distrutta da un'esplosione nel 1856;
- le Terme di Kallithea, vicine a Rodi, inaugurate nel luglio 1929, complesso restaurato nel 2006;
- l'ex Teatro Giacomo Puccini, oggi Teatro Nazionale, inaugurato il 1º agosto 1937, che conteneva 1 200 spettatori;
- l'ex Villaggio rurale San Benedetto oggi Kolymbia, costruito tra il 1935 e il 1938 con la scuola, la chiesa, la casa del fascio, la caserma e le case allineate verso il mare; oggi è un ricovero per anziani;
- l'ex Palazzo del Governo di Rodi, costruito nel 1926-27, sede del governatore del Dodecaneso e che ospitava anche gli uffici governativi e l'ufficio del turismo, ispirato al gotico veneziano con mobili in stile, lampadari di vetro di Murano e pavimenti in maiolica, oggi ristrutturato e sede della prefettura del Dodecaneso;
- l'ex Caserma Principe di Piemonte, sede dell'Arma dei Carabinieri e ora della polizia greca;
- il centro di Portolago (oggi Lakki) nell'isola di Lero, sullo stile razionalista italiano anni 1930, costruita tra il 1934 e il 1938 ed ora in cattivo stato di conservazione.

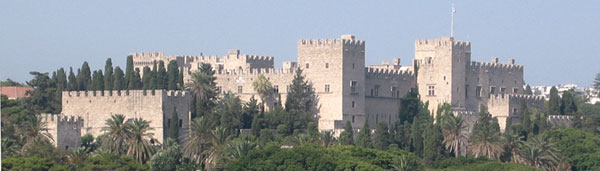
Il Castello del Gran Maestro dei Cavalieri di Rodi, ristrutturato dagli italiani nel 1940

Al censimento del 21 aprile 1936, l'ultimo prima della perdita dell'arcipelago da parte dell'Italia, la popolazione totale residente nel Dodecaneso risultava composta da 129 135 unità, di cui 7 015 regnicoli italiani e 4 333 stranieri di varie nazionalità. Gli italiani erano concentrati a Rodi città, da dove monopolizzavano la vita socio-economica del Possedimento. Nel 1939 risultavano 122 410 abitanti, più i militari.
Le Isole Italiane dell'Egeo ebbero un notevole sviluppo economico negli anni trenta, anche grazie alle floride attività economiche e commerciali della élite italiana, attivamente sostenuta dal governo coloniale. La densa attività di costruzione di edifici pubblici e infrastrutture valse al governatore Mario Lago la nomea di governatore dalle politiche morbide. A lui viene attribuito il cosiddetto periodo degli "anni d'oro", tra il 1923 e il 1936. 
Entrambe le amministrazioni operarono nel quadro di una politica di italianizzazione di una parte della popolazione egea e di espulsione degli elementi avversi al regime fascista e al dominio italiano.

### La seconda guerra mondiale

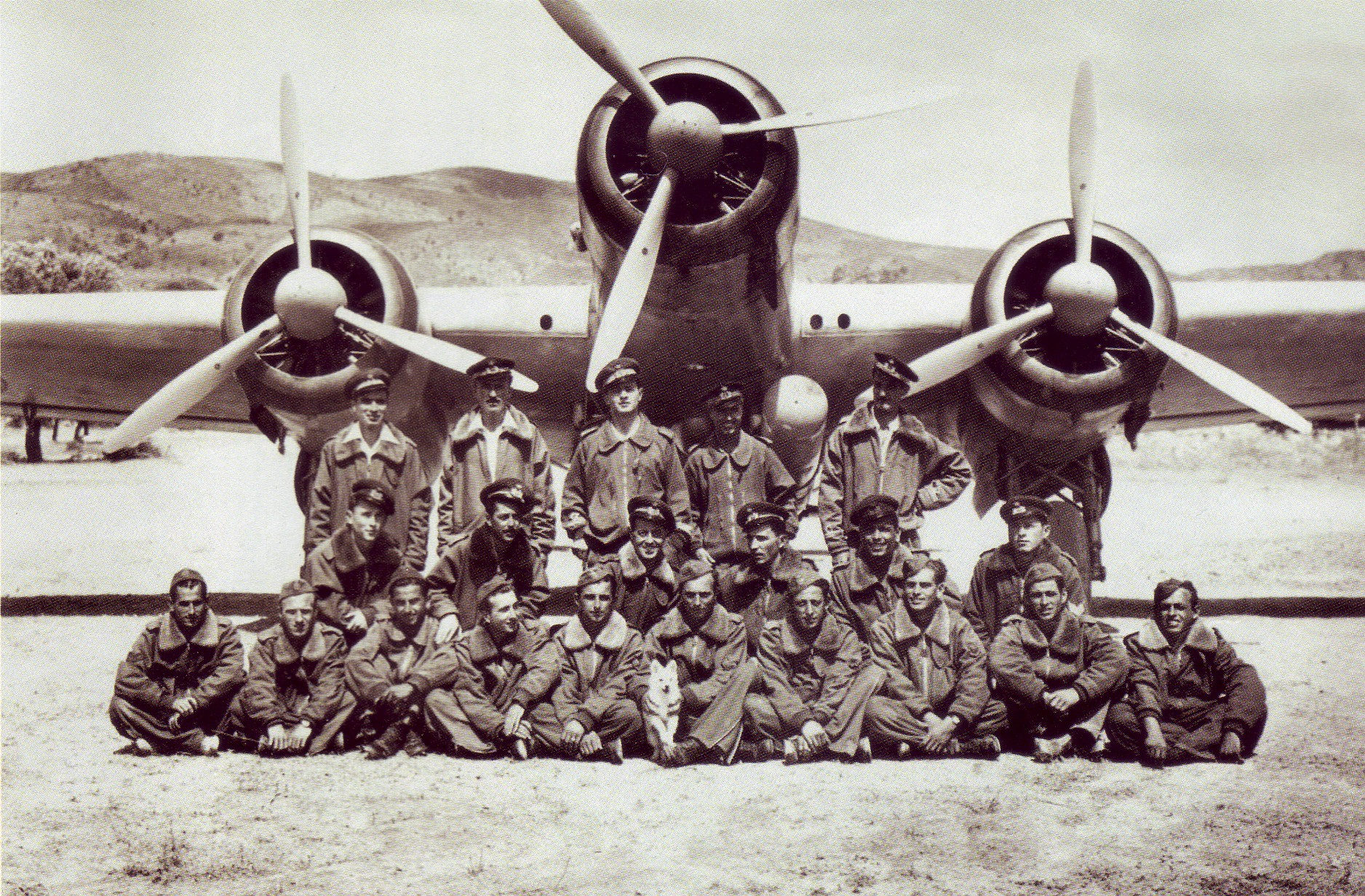
La 281ª squadriglia nella base di Gadurrà (Isole Italiane dell'Egeo), giugno 1941: si riconoscono gli aerosiluratori Carlo Emanuele Buscaglia e Carlo Faggioni

Nei primi anni della seconda guerra mondiale il Dodecaneso fu un'importante base navale e aerea italiana e circa 40 000 militari italiani erano stanziati nelle isole.

#### L'occupazione tedesca
Dopo l'8 settembre 1943 il Dodecaneso venne attaccato dai tedeschi, che non volevano fornire agli Alleati una base operativa per l'attacco alla Grecia. Le isole furono teatro di violenti scontri tra italiani e tedeschi nella battaglia di Rodi, allorquando caddero in mano alle forze armate naziste. La divisione d'assalto Rhodos, comandata dal generale Ulrich Kleemann, riuscì a conquistare le isole, grazie a una mescolanza di azioni di forza e tattiche dilatorie, entro pochi giorni. Ciò fu possibile anche grazie alla scarsa iniziativa del comando italiano, che però era vincolato alle clausole armistiziali e alla estrema ambiguità delle informazioni inviate dallo Stato Maggiore. 
Inizialmente non furono attaccate le isole di Coo, Calino, Piscopi, Levita, Simi, Stampalia, Lero con la più importante base navale italiana nell'Egeo, Lisso e Patmo. Coo fu attaccata dai tedeschi il 3 ottobre e conquistata il 6 ottobre. Calino fu occupata il 7 ottobre. Piscopi e Levita furono occupate a metà ottobre. Stampalia fu occupata il 22 ottobre, dopo un primo tentatitivo fallito un mese prima. Simi fu occupata il 2 novembre, dopo che un primo assalto tedesco in ottobre era stato respinto dalle truppe italiane e britanniche. Lero rimase in mano italiana fino a metà novembre 1943, difesa dalle forze italiane di guarnigione, comandate dal contrammiraglio Luigi Mascherpa, e da rinforzi inviati dagli Alleati. Le ultime isole a essere evacuate dalle truppe italiane furono Lisso e Patmo, dopo che era giunta la notizia della caduta di Lero. Gran parte dei soldati italiani fuggiti dalle isole riparò in Turchia, dove furono internati. Chi scelse di rimanere fu fatto prigioniero e internato in Germania. A Coo i prigionieri italiani furono oggetto di giustizia sommaria in quello che è ricordato come l'eccidio di Coo.
Sorte diversa per Castelrosso, che fu occupata il 10 settembre dai britannici, senza che i tedeschi tentassero successivamente di conquistarla.
Il governatore, l'ammiraglio Inigo Campioni, rimase in carica fino al 18 settembre 1943, quando fu deportato. Divennero nominalmente territorio della Repubblica Sociale Italiana. Il comando passò al vicegovernatore Iginio Ugo Faralli, che aveva aderito alla RSI e restò nominalmente in carica fino al 1945, ma il vero potere passò all'esercito tedesco, comandato dai generali Ulrich Kleemann (1943-1944) e Otto Wagener (1944-1945). 
Secondo il suo racconto ex post, durante l'occupazione nazista Antonio Macchi, podestà di Rodi, avrebbe tenuto contatti con i britannici, mentre un gruppo di radiotelegrafisti italiani si sarebbe infiltrato, facendosi assumere dal comando tedesco di Rodi. Due di essi, Giorgio Ottone Levitz e Osvaldo Remotti, ricevettero la medaglia d'oro al valor militare alla memoria per aver trasmesso segretamente informazioni al Comando inglese dalla stazione radio tedesca di Rodi per oltre un anno. 
Il 23 luglio 1944 l'intera comunità ebraica di Rodi e quella di Coo vennero deportate ad Atene e quindi ad Auschwitz, dove sopravvissero 150 persone su circa 1 900. L'amministrazione italiana, su richiesta delle SS, nell'aprile 1944 preparò una lunga lista di ebrei residenti contenente 1 660 nomi, che venne usata dai tedeschi nei giorni in cui gli ebrei furono assembrati nella ex sede dell'Aeronautica di Rodi, in attesa del trasporto.

### L'occupazione britannica
L'8 maggio 1945 le isole vennero occupate dai britannici e venne nominato governatore Peter Bevil Edward Acland. Essi si avvalsero dell'amministrazione civile italiana, fino al passaggio di sovranità sotto la Grecia. L'ingegnere Antonio Macchi, già podestà di Rodi, fu autorizzato a costituire la Commissione per la tutela degli interessi italiani nel Dodecaneso che operò fino alla fine del 1947, con lo scopo di riferire al Governo italiano e organizzare il rimpatrio degli italiani e di tutelare quelli che ancora restavano nel Dodecaneso. La Commissione contribuì anche alla ricostruzione degli avvenimenti bellici in madrepatria. Il 26 dicembre 1945 usciva l'ultimo numero del Messaggero di Rodi, il giornale in lingua italiana.
Il 1º gennaio 1947 i britannici introdussero l'amministrazione civile greca, con a capo il colonnello Gigantes, che revocò l'ordine d'espulsione degli italiani perché li riteneva utili a risollevare l'economia locale. Successivamente, con il trattato di pace di Parigi del 10 febbraio 1947, le isole passarono alla Grecia come prevedeva l'articolo 14 del trattato:
Articolo 14.
1. L'Italia cede alla Grecia in sovranità piena le Isole del Dodecaneso in appresso indicate e precisamente: Stampalia (Astropalia), Rodi (Rhodos), Calki (Kharki), Scarpanto, Casos (Casso), Piscopis (Tilos), Misiros (Nisyros), Calimnos (Kalymnos), Leros, Patmos, Lipsos (Lipso), Simi (Symi), Cos (Kos) e Castellorizo, come pure le isolette adiacenti.
2. Le predette isole saranno e rimarranno smilitarizzate.
3. La procedura e le condizioni tecniche che regoleranno il trapasso di tali isole alla Grecia saranno stabilite d'accordo fra i Governi del Regno Unito e di Grecia ed accordi verranno presi per il ritiro delle truppe straniere non oltre 90 giorni dall'entrata in vigore del presente Trattato.

### Il ritorno alla Grecia e il ritiro degli italiani
Il 15 settembre 1947 a Rodi vi fu la cerimonia che trasferì i poteri al governatore greco Periklis Ioannidis, sostituito nel 1948 da Nikolaos Mavris. Il 7 marzo 1948 le isole si trasformarono ufficialmente nella Prefettura del Dodecaneso entrando quindi a far parte a tutti gli effetti della Grecia. L'amministrazione greca attuò un regime di repressione dell'elemento italiano. Le chiese cattoliche furono convertite in ortodosse, l'ospedale di Rodi fu organizzato per zone separate tra italiani e greci. Le proteste dell'ingegner Macchi, che si era recato a Roma per perorare la causa degli italiani nel Dodecaneso, aveva prodotto l'invio di alcuni mercantili che il 1º settembre del 1947 evacuarono circa 6 000 italiani, che furono ospitati in campi profughi nella zona di Bari e nell'ex Ospedale militare Mussolini di Aversa.
Il 31 agosto 1949 fu siglato un accordo tra il governo italiano e quello greco che prevedeva il rimpatrio entro un anno di tutti gli italiani restanti. I profughi dovettero svendere le proprietà, portando con sé solo pochi beni mobili. I pochi italiani rimasti avevano già in precedenza ottenuto la doppia cittadinanza.
Il 9 settembre 1950 gli ultimi due Fratelli delle scuole cristiane, Flavio Ughetto e Fulgenzio Baracco, lasciarono Rodi e la loro scuola italiana venne chiusa definitivamente. L'associazione degli ex alunni lasalliani di Rodi, fondata nel 1969, mantiene i contatti coi pochi cattolici e italiani che vivono nel Dodecaneso.
Nell'ottobre del 1951 fu rimpatriato in Italia anche l'arcivescovo cattolico Florido Ambrogio Acciari, O.F.M., titolare dell'Arcidiocesi di Rodi, su pressione dei vertici dell'ordine religioso, nella speranza di allentare le tensioni col governo greco.
Vi sono molti abitanti delle isole in grado di comprendere la lingua italiana, insegnata fino al 1950 nelle scuole e parlata soprattutto dagli anziani. L'italiano è conosciuto in quasi tutti gli esercizi commerciali anche per il consistente afflusso turistico.

## Geografia antropica

### Suddivisioni amministrative
| Isola                             | Superficie  | Popolazione (1931) | Popolazione (1936) |
| --------------------------------- | ----------- | ------------------ | ------------------ |
| Rodi e isolotti dipendenti        | 1 412 km²   | 54 797 ab.         | 61 886 ab.         |
| Patmo e isolotti dipendenti       | 57,1 km²    | 2 990 ab.          | 3 184 ab.          |
| Lero                              | 52,9 km²    | 6 158 ab.          | 13 657 ab.         |
| Lisso                             | 17,4 km²    | 961 ab.            | 977 ab.            |
| Calino e isolotti dipendenti      | 128,2 km²   | 16 512 ab.         | 15 247 ab.         |
| Coo                               | 296 km²     | 21 169 ab.         | 19 731 ab.         |
| Stampalia e isolotti dipendenti   | 113,6 km²   | 1 610 ab.          | 2 006 ab.          |
| Nisiro e isolotti dipendenti      | 48 km       | 3 436 ab.          | 3 391 ab.          |
| Simi e isolotti dipendenti        | 63,6 km²    | 9 462 ab.          | 6 195 ab.          |
| Piscopi e isolotti dipendenti     | 64,3 km²    | 1 228 ab.          | 1 215 ab.          |
| Calchi e isolotti dipendenti      | 30,3 km²    | 1 788 ab.          | 1 461 ab.          |
| Scarpanto e isolotti dipendenti   | 306 km²     | 6 575 ab.          | 7 770 ab.          |
| Caso e isolotti dipendenti        | 69,4 km²    | 1 925 ab.          | 1 890 ab.          |
| Castelrosso e isolotti dipendenti | 11,5 km²    | 2 230 ab.          | 2 238 ab.          |
| ISOLE ITALIANE DELL'EGEO          | 2 721,2 km² | 130 842 ab.        | 140 848 ab.        |

## Governatori
Comandanti delle isole occupate dell'Egeo:
- Giovanni Ameglio dal 5 maggio 1912 al 15 ottobre 1913
- Ferruccio Trombi dal 15 ottobre 1913 al 9 novembre 1913
- Francesco Marchi dal 9 novembre 1913 al 27 aprile 1914
- Giovanni Croce dal 27 aprile 1914 al 27 aprile 1915

Comandanti della Colonia del Dodecaneso:
- Giovanni Croce dal 27 aprile 1914 al 27 maggio 1917
- Vittorio Elia dal 27 maggio 1917 al 15 dicembre 1919
- Achille Porta dal 15 dicembre 1919 al 7 agosto 1920
- Carlo Senni dal 7 agosto 1920 al 17 settembre 1920
- Felice Maiassa dal 17 settembre 1920 al 17 agosto 1921
- Alessandro De Bosdari dal 17 agosto 1921 al 16 novembre 1922

Governatori della Colonia delle Isole Italiane dell'Egeo:
- Mario Lago dal 16 novembre 1922 al 2 dicembre 1936
- Cesare Maria De Vecchi conte di Val Cismon dal 2 dicembre 1936 al 10 dicembre 1940
- Ettore Bastico dal 10 dicembre 1940 al 14 luglio 1941
- Inigo Campioni dal 14 luglio 1941 al 18 settembre 1943

Governatore della Colonia:
- Iginio Ugo Faralli dal 18 settembre 1943 al 7 maggio 1945 (come vice, per la RSI, con limitati poteri civili)

Comandanti militari tedeschi:
- Ulrich Kleemann dal 18 settembre 1943 al 20 settembre 1944
- Otto Wagener dal 20 settembre 1944 al 7 maggio 1945

Comandanti militari britannici:
- Peter Bevil Edward Acland dal 7 maggio 1945 al 7 novembre 1945
- Charles Henry Gormley dal 7 novembre 1945 al 7 maggio 1946
- Arthur Stanley Parker dal 7 maggio 1946 al 27 marzo 1947

Capi dell'amministrazione civile italiana
- Antonio Macchi (7 maggio 1945 al 31 dicembre 1946)

Comandanti militari greci:
- Periklis Ioannidis dal 27 marzo 1947 al 19 aprile 1948